# Ясная Поляна (Кадомский район)
Ясная Поляна — посёлок в Кадомском районе Рязанской области. Входит в Восходское сельское поселение.

## География
Находится в восточной части Рязанской области на расстоянии приблизительно 24 км на запад по прямой от районного центра посёлка Кадом.

## История
Посёлок был основан в 1922 году жителями села Полтевы Пеньки (ныне Восход).

## Население
| 1984 | 2010 | 2023 |
| ---- | ---- | ---- |
| 40   | ↘12  | ↘5   |

Численность населения: 15 человек в 2002 году (русские 100 %), 12 в 2010.